# Monochaetum laxifolium
Monochaetum laxifolium är en tvåhjärtbladig växtart som beskrevs av Henry Allan Gleason. Monochaetum laxifolium ingår i släktet Monochaetum och familjen Melastomataceae. Inga underarter finns listade i Catalogue of Life.